# Gilles Bourdos
Gilles Bourdos, né en 1963 à Nice, est un réalisateur et scénariste français.

## Biographie
Il commence sa carrière par la réalisation de trois courts métrages : Un cadeau de Noël, L'Éternelle idole et Relâche (1993), tous interprétés par Brigitte Catillon. Cette actrice est également à l'affiche de ses deux premiers longs métrages.
Gilles Bourdos et Michel Spinosa sont les fondateurs de la société de production Persona Films.

## Filmographie

### Réalisateur
- 1998 : Disparus
- 2003 : Inquiétudes
- 2008 : Et après (Afterwards)
- 2012 : Renoir
- 2017 : Espèces menacées
- 2024 : Le Choix

### Scénariste
- 1995 : Emmène-moi, de Michel Spinosa
- 1998 : Disparus
- 2003 : Inquiétudes
- 2008 : Et après (Afterwards)
- 2017 : Espèces menacées